# Chilatherina axelrodi
Chilatherina axelrodi là một loài cá thuộc họ Melanotaeniidae. Nó được tìm thấy ở Indonesia và Papua New Guinea.